# Claude Kalisa
Claude Kalisa (6 giugno 1977) è un ex calciatore ruandese, di ruolo difensore.